# Harold LeVander
Karl Harold Phillip LeVander (Contea di Polk, 10 ottobre 1910 – Saint Paul, 30 marzo 1992) è stato un politico statunitense. È stato governatore del Minnesota dal 2 gennaio 1967 al 4 gennaio 1971.

## Biografia
LeVander nacque nel Nebraska da Peter Magni LeVander, un chierico svedese. Studiò alle scuole superiori di Watertown, nel Minnesota. Nel 1932 si laureò cum laude al Gustavus Adolphus College di St. Peter, dove fu anche presidente del consiglio studenti. Al college si distinse per le sue arti oratorie e partecipò alle gare di football e atletica leggera. Dopo il college, andò alla University of Minnesota Law School. Nel 1938 sposò Iantha Powrie, dalla quale ebbe tre figli.
Dopo la laurea, lavorò come assistente procuratore di contea alla Contea di Dakota dal 1935 al 1939. LeVander lavorò anche per lo studio legale Stassen & Ryan, a South St. Paul, mentre insegnava al Macalester College di Saint Paul. Fu attivo anche nel commercio locale: infatti fu presidente di alcune Camere di Commercio.
Politicamente, fu vicino al futuro governatore del Minnesota Harold Stassen e al futuro rappresentante alla Camera Elmer Ryan. Nel 1967 corse, per il Partito Repubblicano, come governatore del Minnesota, riuscendo a battere il governatore uscente Karl Rolvaag. Durante il suo mandato favorì i referendum e creò il Metropolitan Council, il Minnesota Pollution Control Agency e il Dipartimento Diritti Umani. Durante i suoi quattro anni di governo, le Camere del Minnesota ratificarono il 36° emendamento che abbassava l'età minima per votare a 18 anni.
A sorpresa, LeVander rifiutò dicorrere per un secondo mandato e tornò alle pratiche legali e ai suoi affari commerciali. Morì nel 1992 a causa della malattia di Parkinson.